# Alfred von Wurzian
Alfred Wurzian (* 24. September 1916 in Wien; † 21. Januar 1985 ebenda) gilt als Begründer der deutschen Kampfschwimmer im Zweiten Weltkrieg.
Alfred Wurzian war ein Urenkel des 1850 geadelten Militärarztes Josef von Wurzian (1806–1858), unter seinen angeheiraten Verwandten war Hedwig von Wurzian (1889–1960), die Tochter des Juristen Marcell Frydmann von Prawy und Tante des Opernkritikers Marcel Prawy. 1919 verlor Wurzian durch das Adelsaufhebungsgesetz im Alter von drei Jahren das Recht zum Gebrauch des Adelstitels „von“, das er aber während der Zeit des Nationalsozialismus bis 1945 wieder führte.

## Leben
1936 meldete sich Alfred Wurzian als Einjährig-Freiwilliger zum österreichischen Militär. Er wurde aber nicht, wie sonst üblich, als fertiger Offizier (Leutnant der Reserve), sondern nur als Reserveoffiziersanwärter (Unteroffizier) entlassen.
Im Herbst 1937 lernte Wurzian den späteren Meeresforscher Hans Hass an der Universität Wien kennen. Wurzian studierte dort Rechtswissenschaft, und auch Hass hatte sich auf Wunsch seines Vaters zunächst in diesem Fach immatrikuliert. Beide wurden rasch Freunde und Mitglied im Akademischen Sportverein der Universität Wien, einer Studentenverbindung. Wurzian brach sein Studium vorzeitig ohne Abschluss ab und meldete sich freiwillig zur Wehrmacht.
Wurzian begleitete Hass auf zwei seiner Expeditionen (1939/40 in die Karibik und 1942 nach Griechenland), für die er von der Wehrmacht freigestellt wurde, und ist in den beiden Expeditionsfilmen zu sehen. Vom Januar bis März 1943 führte Wurzian im Rahmen der Organisation Kraft durch Freude deutschlandweit mit großem Erfolg eine Vortragstournee zur Griechenland-Expedition durch.
Während der Expeditionen hatte Wurzian erkannt, wie nutzbringend das neue Tauchgerät auch für militärische Einsätze sein konnte, und begonnen, für seine Idee einer deutschen Kampfschwimmereinheit zu werben. Im Frühjahr 1943 wurde er in die Division Brandenburg der Abwehr des deutschen militärischen Nachrichtendienstes eingezogen. Dort sollte er eine neue Truppe von Kampfschwimmern aufstellen, die so genannte Meeresjäger-Abteilung. Es folgte eine mehrmonatige Ausbildung bei den italienischen Kampfschwimmern, die auf diesem Gebiet führend waren.
Anfang 1944 wurde die deutsche Kampfschwimmereinheit unter der Ägide des militärischen Geheimdienstes in Valdagno in Italien gegründet und Wurzian dort Ausbildungsleiter. Im Frühjahr 1944 wurde die Einheit der Kriegsmarine unterstellt und bezog ein neues Quartier auf der Insel Alga bei Venedig. Im November wurde die Einheit in List stationiert, wo sie bis Kriegsende blieb.
Am 1. April 1944 wurde Wurzian zum Leutnant zur See der Reserve (MA) befördert. Trotz dieses Dienstgrades der Kriegsmarine verblieb Wurzian bis Kriegsende dem Geheimdienst, und zwar dem Regiment Kurfürst, zugeordnet.
Die Ausrüstung der Kampfschwimmer bestand im Wesentlichen aus Schwimmflossen, einem dünnen Anzug und einem Sauerstoff-Kreislaufgerät, dessen Handhabung sehr risikoreich war. Es wird von vielen ehemaligen Kampfschwimmern immer wieder betont, dass es maßgeblich wegen der guten Ausbildung durch Alfred von Wurzian kaum Unfälle gab. Wurzian nahm nie selbst an Einsätzen teil, weil es ihm als Spezialist strikt verboten worden war.
Nach dem Krieg lebte Wurzian einige Jahre in Hamburg, wo er sich unter anderem als Berufstaucher im Hafen arbeitete. Die Idee des Buches Der Mann im Strom von Siegfried Lenz und seine spätere Verfilmung mit Hans Albers in der Hauptrolle geht auf die Geschichte von Wurzians in diesen Nachkriegsjahren zurück.
Mitte der 1950er Jahre war Wurzian in Indien als Repräsentant der Essener Firma Krupp in Rourkela, wo ein großes Eisen- und Stahlwerk errichtet wurde. Anfang der 1960er Jahre zog er wieder nach Wien um, wo er für die Firma VARTA Generalmanager für Österreich wurde. 1966 verlor Wurzian durch einen Schlaganfall nahezu das gesamte Sprachvermögen. Bis zu seinem Lebensende konnte er es nur unvollständig wiederherstellen und wurde auf dem Wiener Zentralfriedhof bestattet.

## Auszeichnungen
- Eisernes Kreuz (1939) II. Klasse im Jahre 1943
- Kriegsverdienstkreuz (1939) II. Klasse mit Schwertern im Jahre 1945